# Jonathan Hensleigh
Jonathan Blair Hensleigh (Cambridge, 13 febbraio 1959) è uno sceneggiatore e regista statunitense.
Conosciuto per aver scritto film come Jumanji, Die Hard - Duri a morire, Armageddon - Giudizio finale e aver diretto The Punisher, è sposato con la produttrice Gale Anne Hurd.

## Biografia
Già laureato in Storia, Jonathan Hensleigh studia giurisprudenza per poi divenire avvocato, lavoro che esercita per qualche anno prima di iniziare a scrivere per la televisione e il cinema. Hensleigh esordisce come sceneggiatore di alcune puntate del serial televisivo Le avventure del giovane Indiana Jones; dopodiché riceve il credit come sceneggiatore del film Sulle orme del vento della Walt Disney Pictures. Nel 1995 scrive Jumanji, Die Hard - Duri a morire e Il Santo. Successivamente lavora (non accreditato) alle sceneggiature dei film The Rock, Con Air e Fuori in 60 secondi. Dopodiché lavora ad un sequel di Jumanji (che non vedrà mai la luce) e ad una pellicola sull'eroe dei fumetti Marvel Comics Hulk, che avrebbe dovuto dirigere e scrivere ma che la produzione ha cancellato prima che entrasse in produzione.
Nel 1998 scrive il kolossal Armageddon - Giudizio finale con Bruce Willis, Liv Tyler e Ben Affleck, diretto da Michael Bay. Nel 2004 debutta come regista del film The Punisher, tratto dall'omonimo personaggio dei fumetti Marvel. Il film viene prodotto da sua moglie Gale Anne Hurd ed è interpretato da Thomas Jane e John Travolta; nonostante ciò il film non ottiene il successo di critica e pubblico sperato. Hensleigh lavora, comunque, ad un sequel della pellicola finché la produzione del film non decide di riavviare la saga con Punisher - Zona di guerra, diretto da Lexi Alexander nel 2008. Nel 2007 scrive il film Next; nello stesso anno esce direttamente in DVD il film Welcome to the Jungle che scrive e dirige. Nel 2011 è uscito il suo terzo film da regista: Bulletproof Man.

## Filmografia

### Regista
- The Punisher (2004)
- Welcome to the Jungle (2007)
- Bulletproof Man (Kill the Irishman) (2011)
- L'uomo dei ghiacci - The Ice Road (The Ice Road) (2021)

### Sceneggiatore
- Le avventure del giovane Indiana Jones (The Young Indiana Jones Chronicles, 1992)
- Sulle orme del vento (A far off Place, 1993)
- Jumanji (1995)
- Die Hard - Duri a morire (Die Hard with a Vengeance, 1995)
- The Rock, regia di Michael Bay (1996) - non accreditato[2]
- Il Santo (The Saint, 1997)
- Armageddon - Giudizio finale (Armageddon, 1998)
- The Punisher (2004)
- Welcome to the Jungle (2007)
- Next (2007)
- Bulletproof Man (Kill the Irishman) (2011)
- L'uomo dei ghiacci - The Ice Road (The Ice Road) (2021)